# Julio Junyer Padern
Julio Junyer Padern, auch Juli Junyer i Padern SDB (* 31. Oktober 1892 in Vilamaniscle, Alt Empordà; † 26. April 1938 in Barcelona) ist ein spanischer Ordenspriester, der im Spanischen Bürgerkrieg 1938 das Martyrium erlitt.

## Leben
In eine einfache Familie geboren, entschied er sich als junger Mann, auf das Kolleg der Salesianer Don Boscos in Girona zu gehen und sich der Ordensgemeinschaft anzuschließen. Er besuchte das Seminar von Campello (Provinz Alicante). 1912 legte er seine erste Ordensprofess ab. Nach dem Studium der Theologie wurde er 1921 zum Priester geweiht. Schließlich unterrichtete er selbst in Girona die Fächer Philosophie, Literatur, Gregorianischen Gesang und war verantwortlich für die Ausbildung und geistliche Begleitung des Ordensnachwuchses.
Beim Ausbruch des spanischen Bürgerkriegs flüchtete er in seinen Geburtsort Vilamaniscle, wo er im März 1938 von einer Milizengruppe verhaftet wurde. Aufgrund der verwandtschaftlichen Beziehung zum republikanischen Bürgermeister der Stadt, kam er frei. Er kehrte nach Girona zurück und wirkte als Fluchthelfer. Als dies aufflog, wurde er wegen Spionage und Hochverrats vor Gericht gestellt. Der Versuch, mit Hilfe eines freigelassenen Häftlings ein Gnadengesuch aus dem Gefängnis zu bringen, schlug fehl. Am 23. März 1938 wurde er zum Tode verurteilt und am 26. April 1938 um 7 Uhr morgens im Wassergraben des Schlosses von Montjuic erschossen.

## Verehrung und Seligsprechung
Sein Leichnam wurde in die Pfarrei von Villamaniscle überführt.
Am 11. März 2001 wurde er gemeinsam mit anderen Märtyrern des Spanischen Bürgerkriegs durch Papst Johannes Paul II. seliggesprochen. Der liturgische Gedenktag ist der 26. April.